# Pseudonectriella
Pseudonectriella är ett släkte av svampar. Pseudonectriella ingår i familjen Catabotrydaceae, ordningen Boliniales, klassen Sordariomycetes, divisionen sporsäcksvampar och riket svampar.
|                  | Catabotrys                                 |
|                  |                                            |
| Pseudonectriella | \| \| Pseudonectriella ahmadii \| \| \| \| |
|                  | \| \| Pseudonectriella ahmadii \| \| \| \| |
|                  | Pseudonectriella ahmadii                   |
|                  |                                            |

|  | Pseudonectriella ahmadii |
|  |                          |